# Windber
Windber ist ein Borough im Somerset County, Pennsylvania, USA, 13 Kilometer südöstlich von Johnstown. Windber wurde 1897 an der nördlichen Grenze des County von der Berwind-White Coal Mining Company gegründet und war bis 1900 Teil des Paint Township. Es grenzt direkt an die Boroughs Scalp Level im Nordwesten und Paint im Westen, die heute mit Windber ein zusammenhängendes Siedlungsgebiet bilden. Das U.S. Census Bureau hat bei der Volkszählung 2020 eine Einwohnerzahl von 3.941 ermittelt. Zu Zeiten des florierenden Steinkohlenbergbaus in den Allegheny Mountains Anfang des 20. Jahrhunderts waren es mehr als doppelt so viele.

## Geschichte
Anfang der 1890er Jahre ließ der Kohlemagnat Edward Julius Berwind in großem Umfang durch Tochterfirmen der Berwind-White Coal Mining Company im Somerset County und Cambria County Land erwerben, das sich bis 1900 auf 70.000 Acre aufsummierte. Auf diesem Land gingen dann bis 1908 dreizehn Steinkohleminen in Betrieb (Eureka Mine No. 30-42). An der Grenze der Countys wurde im nördlichen Teil des Paint Township 1897 durch die Minengesellschaft die Stadt Windber gegründet, deren Name sich von Ber-wind ableitet, wobei um Verwechslungen mit dem ebenfalls nach den Firmengründern benannten Ort Berwind in West Virginia zu vermeiden, die Silben vertauscht wurden. Die Stadt entstand südöstlich von Scalp Level, der damals einzigen Siedlung in dem Gebiet, entlang des Flusses Paint Creek (Namensgeber des Townships) auf ehemaligem Farmland, das die Gesellschaft im Dezember 1893 von David Shaffer erwarb.
In der Stadt siedelten sich um die Jahrhundertwende vorwiegend Immigranten aus Europa an, die in den Minen für die Berwind-White Coal Mining Company Steinkohle förderten. Der steigende Bedarf Anfang des 20. Jahrhunderts für Eisenbahnen und Dampfschiffe führte zu einer starken Zunahme der Förderung und des damit einhergehenden Bedarfs an Arbeitern. Die Anzahl der Beschäftigten der Minengesellschaft erhöhte sich von 500 im März 1899 auf 3000 im Dezember 1900 sowie später im Jahrzehnt auf über 4000. Der Zustrom nach Windber hielt bis in die 1920er Jahre an. Mit dem Rückgang der Kohleförderung kam es ab den 1940er Jahren zu einem stetigen Rückgang der einstigen Bevölkerungszahlen von fast 10.000 und lag 2010 nur noch bei 4138 Personen. Ein Großteil der Minen in der Umgebung von Windber schlossen nach dem Ende des Zweiten Weltkriegs,
einige wurden bis Anfang der 1960er Jahre betrieben. Im Somerset County wird bis heute noch in kleinerem Umfang Kohle abgebaut.

## Windber Historic District
Ein Großteil der historischen Bauten aus der Gründungszeit in Windber sowie einige Gebäude der angrenzenden Gemeinden Paint im Somerset County und Scalp Level im Cambria County wurden 1991 als Windber Historic District ins National Register of Historic Places aufgenommen (NRHP#: 91001705).

## Persönlichkeiten
- Alan Freed (1921–1965), Rock-’n’-Roll-DJ, geboren in Windber
- George Kuzma (1925–2008), Bischof der Eparchie Van Nuys, geboren in Windber
- Nicholas Smisko (1936–2011), Metropolit der Karpatho-Russischen Kirche, Anfang der 1960er-Jahre Pastor in Windber und verstarb hier
- Johnny Weissmüller (1904–1984), fünffacher Olympiasieger und Schauspieler, verbrachte seine Kindheit in Windber
- J. Irving Whalley (1902–1980), Politiker, war in den 1930er- und 1940er-Jahren im Somerset County und Windber aktiv